# Alt-Mariendorf (stacja metra)
Alt-Mariendorf - stacja końcowa metra w Berlinie na linii U6, w dzielnicy Mariendorf, w okręgu administracyjnym Tempelhof-Schöneberg. Stacja została otwarta w 1966. Stacja dysponuje kilkoma windami oraz na jej obszarze znajduje się parking rowerowy typu Bike and ride.